# Port lotniczy Melfi
Port lotniczy Melfi – port lotniczy położony w Melfi, w Czadzie.